# Lucky Color's
Lucky Color's（ラッキーカラーズ）は、沖縄県出身のティーンズモデル2名からなるダンスボーカルユニット。沖縄活動時のキャッチコピーは、『沖縄限定アイドルユニット「RYUKYUダンシングドールズ」』。所属事務所はイトーカンパニーとColor's。

## 概要
- 2010年12月1日、沖縄のモデル事務所「Color's」に所属していたティーンズモデルのダンスチーム｢JEWEL｣を元に、イトーカンパニーとのコラボレーション企画で誕生したダンスボーカルユニット。メンバー個々に風水によって決められた色をラッキーカラーと呼び、衣装もラッキーカラーを基調色にしている。ユニット名のLucky Color'sはそのラッキーカラーを纏ったメンバーのパワーとパフォーマンスで「多くの人に元気を届けたい」という思いが込められている。
- 2010年2月21日に開催された「ITOH COMPANY × BLUE SEAL presents イトーカンパニー20周年企画 沖縄限定オーディション」(応募総数279名)に出場したメンバーのMIINA(横田美菜)はグランプリ、KANON(香音)は準グランプリを受賞し、両名ともイトーカンパニーグループのラッキーカムカムに所属。(現在はイトーカンパニーに所属。)
- 2012年8月13日よりALISAのみ活動の拠点を東京に移し、2013年1月20日の「Color'sはっぴょうかい～♪」にて休養中のMIKUの正式な卒業を発表、2013年3月8日にはEMIKAが卒業し、同年春よりKANON・MIINAも上京、ALISA・KANON・MIINAの3名で東京を拠点に活動していたが、2013年10月31日にALISAの芸能界引退が発表され[1][2]、現在はKANON・MIINAの2名で活動している[* 1]。
- 2013年11月11日「Moeko Birthday Bash ～powered by CANDY☆PANTS～」@西麻布 DOUBLE tokyoにてサポートメンバー2名(あおい、こころ) を発表。
- 2015年1月1日より芸名を香音から花影香音、横田美菜から山川未菜に改名。

## メンバー
| 名前  | ラッキーカラー | 生年月日      | 備考 |
| ----- | -------------- | ------------- | --- |
| KANON | ブルー         | 1997年4月10日 | 花影香音（はなかげかのん） メインボーカル ブルーシール2010キャンペーンガール マザー牧場2013-2015イメージガール めざましテレビ イマドキガール(2013年) ACTRESS INCUBATION 3期生 旧芸名：津山香音 |
| MIINA | 黄緑           | 1997年4月3日  | 山川未菜（やまかわみいな） ブルーシール2010キャンペーンガール マザー牧場2012-2015イメージガール ACTRESS INCUBATION 3期生 旧芸名：横田美菜                                                      |

## 元メンバー
| 名前  | ラッキーカラー | 生年月日       | 備考 |
| ----- | -------------- | -------------- | --- |
| MIKU  | ピンク         | 1994年2月20日  | 永山未来（ながやまみく） 現在は「新崎未来」として沖縄県内でモデルとして活動中 |
| EMIKA | イエロー       | 1996年7月20日  | 山城笑佳（やましろえみか） |
| ALISA | パープル       | 1993年10月29日 | アメリカ人と日本人のハーフ 元リーダー マザー牧場2012-2013イメージガール 2012be-oガール 2013トリンプ・イメージガール めざましテレビ イマドキガール(2013年4月2日 - 10月31日) 2013年、芸能界を引退。 |

## 作品

### シングル
- デビューシングル『J・J／MAGIC』（2010年12月18日）
  - J・J　（2012年3月「FIT HOUSE 20th Anniversary」CMソング）
  - MAGIC

- メジャーデビューシングル『LADY POWER』（2014年1月29日）
  - LADY POWER　（映画「ヴァンパイアの泪」主題歌）
  - グッバイDARKNESS　（映画「ソフテン！」主題歌）

### アルバム
- ミニアルバム『ハートの呪文』（2012年6月27日）
  - ハートの呪文　（映画「ハイザイ～神様の言うとおり～」エンディングテーマ）
  - Lovely
  - J・J ～ラッキースマイル～
  - MAGIC(GUMMINVs.SPACEY MIX)

## 出演

### 映画
- 天国からのエール（2011年） - KANON、MIINA、MIKU
- ハイザイ～神様の言うとおり～（2012年 第4回沖縄国際映画祭Laugh部門出品作品） - エンディングテーマも担当。メンバー全員がそのままの名前で出演している。
- 仮面ライダー×仮面ライダー 鎧武&ウィザード 天下分け目の戦国MOVIE大合戦（2013年） - チャッキー役 香音（KANON）、リカ役 美菜（MIINA）
- ヴァンパイアの泪（2014年） - ナオミ役 MIINA、カナ役 KANON
- ソフテン!（2014年 第6回沖縄国際映画祭パノラマスクリーニング出展作品） - 胡桃人美役 KANON、薩間真麻役 MIINA
- 劇場版 仮面ライダー鎧武 サッカー大決戦!黄金の果実争奪杯!（2014年） - チャッキー役 香音（KANON）、リカ役 美菜（MIINA）
- Only 4 you「ゆらい、ほしぼし、笑うまで」（2015年） - りん 役（花影香音）、ゆかり 役（山川未菜） ※ダブル主演[3]

### テレビ
- めざましテレビ 「イマドキ」（フジテレビ） - イマドキガール

ALISA：2013年4月1日 - 10月31日
KANON：2013年4月1日 - 2014年3月25日
- 痛快TV スカッとジャパン（2015年2月2日、フジテレビ） - 山川未菜、「恐怖のスクールセクハラ」ドラマパートに出演。
- 全力坂（2015年2月3日・11日、テレビ朝日） - 花影香音

### テレビドラマ
- 孤独のグルメ Season2 第10話（2012年12月12日、テレビ東京） - ALISA
- 仮面ライダー鎧武（2013年10月6日 - 2014年9月28日、テレビ朝日） - チャッキー役 香音（KANON）、リカ役 美菜（MIINA）

### CM
- au沖縄セルラー「はぴ♥らき☆なう♪」CMソング（2011年3月） - ZUKANの「はぴらき」をカバー。
- キリン「メッツ」CM 『走る女子高生編』（2015年）- KANON

### ラジオ
- ラッキーカラーズのPAN☆CHIRA！（2011年 - 2013年、オキラジ） - 初のレギュラー番組。

### 舞台
- フルリールスタジオpresents「キャンディー」（2014年3月14日 - 16日、フルリールスタジオ）

### 雑誌
- Zipper 「LUCKY LUCKY LUCKY」 コーナー連載（2013年8月号 - 11月号）
- 週刊プレイボーイ（2013年10月21日号） - 「KANON×MIINA『沖縄育ちの美少女』」
- UTB+ vol.18（2014年3月号）
- フォトテクニック デジタル（2014年2月号） - KANON／香音
- 週刊ヤングジャンプ（2014年2月6日号） - KANON 「サキドルエースSURVIVAL SEASON3」
- ヤングガンガン NO.4（2014年2月7日）
- girls! vol.41（2014年03月27日） - KANON

### モデル
- WEGO カタログ（2013年8月）

### ライブ
- Blue Seal Xmas Special Live（2010年12月19日、ブルーシール牧港店）
- 元旦ライブ（2011年1月1日、ミュージックタウン音市場）
- あじさい音楽村×オキラジ Presents「The 後夜祭」（2011年12月23日、ミュージックタウン音市場）
- 沖縄国際アジア音楽祭 musix（2012年3月18日、沖縄市）
- ON AIR LIVE vol.1（2012年6月24日、ヒューマンステージ）

### イベント
- クリスマスプレゼントオリジンお笑いライブ（2010年12月25日、てんぶす那覇 4Fてんぶすホール）
- イトーカンパニーpresents「天使の修学旅行 in 東京タワー」（2011年4月2日、東京タワーフットタウン4Fタワー ホールC）
- さいおんスクエアまちびらきまつり（2011年7月8日 - 10日、さいおんスクエア）
- マザー牧場イメージガール引継ぎ式（2012年4月3日、東京タワー マザー牧場カフェ横イベントスペース）
- TENKAICHI キックボクシング ハーフタイムショー（ミュージックタウン音市場）